# Samsung Galaxy Tab 3 8.0
De Samsung Galaxy Tab 3 8.0 (T310) is een tablet van het Zuid-Koreaanse bedrijf Samsung. De 8 in de naam verwijst naar de schermdiagonaal die 8 inch bedraagt. De tablet is de grotere variant van de Tab 3 7.0, die een 7,0 inch-scherm heeft. De tablet werd aangekondigd op 3 juni 2013 en komt uit in een zwarte en witte/zilveren uitvoering.

## Software
De tablet maakt gebruik van het besturingssysteem Android 4.2.2, deze versie wordt ook wel Jelly Bean genoemd. Net zoals vele andere Android-fabrikanten gooit Samsung over de tablet een eigen grafische schil heen, namelijk TouchWiz UI. De Tab 3 8.0 heeft de mogelijkheid om meerdere applicaties tegelijkertijd te laten draaien..

## Hardware
Het tft-scherm met een schermdiameter van 20,3 cm (8 inch) heeft een WXGA-resolutie (1280 x 800 pixels), wat uitkomt op 189 pixels per inch.
De tablet draait op een Samsung Exynos 4212-processor die gebaseerd is op een ARM Cortex-A9. De chipset bestaat uit twee kernen, wat ook wel "dual core" genoemd wordt. De processor is geklokt op 1,5 GHz. Het werkgeheugen bedraagt 1,5 GB RAM en het opslaggeheugen is er in een 16GB- en 32GB-versie, die allebei tot 64 GB uitgebreid kunnen worden via een microSD-kaartje.
De tablet heeft een li-ionbatterij met een capaciteit van 4450 mAh. De tablet beschikt over twee camera's: een aan de achterkant van 5 megapixel en een aan de voorkant van 1,3 megapixel om te kunnen videobellen. Tevens beschikt de tablet over een flitser. De SAR-waarde voor het hoofd bedraagt 0,74 W/kg en voor het lichaam 0,76 W/kg.